# Piet van Klaveren
Pieter „Piet” van Klaveren (ur. 1 września 1930 w Rotterdamie, zm. 28 kwietnia 2008 tamże) – holenderski bokser.
W 1951 wystąpił na mistrzostwach Europy w wadze lekkopółśredniej, w której odpadł w kwalifikacjach. W 1952 wystartował na igrzyskach olimpijskich w tej samej wadze, w której zajął 9. miejsce. W pierwszej rundzie zawodów pokonał Kanadyjczyka Roya Keenana, a w drugiej przegrał z Irlandczykiem Terrym Milliganem.
W latach 1953–1960 walczył zawodowo w wadze lekkiej.
Zmarł 28 kwietnia 2008. Miał czterech braci: Henka, Arnolda, Wima i przyrodniego Bepa.